# لارویا
لارویا (به اسپانیایی: Laroya) دهستانی در استان آلمریای اسپانیا است.
در این دهستان ۱۲۷ نفر زندگی می‌کنند. مساحت این دهستان ۲۱ کیلومتر مربع است.